# RCD Mallorca
Real Club Deportivo Mallorca je španjolski nogometni klub iz Palma de Mallorce, koji se natječe u La Ligi. 
Klub je osnovan 5. ožujka 1916. kao Alfonso XIII Football Club, te je najstariji klub na Balearima. Svoje domaće utakmice igra u crveno-crnim dresovima na Estadi Mallorca Son Moixu. Najveći uspjeh kluba koji se natječe u La Ligi 27 sezona je osvajanje španjolskog kupa sezone 2002./03., te igranje u finalu Kupa pobjednika kupova 1999.

## Klupski uspjesi

### Domaći uspjesi
Španjolski kup:
- Prvak (1): 2002./03.
- Finalist (3): 1990./91., 1997./98., 2023./24.

Španjolski superkup:
- Prvak (1): 1998.
- Finalist (1): 2003.

Španjolska druga liga
- Prvak (2): 1959./60., 1964./65.

### Europski uspjesi
Kup pobjednika kupova: 
- Finalist (1): 1998./99.

## Vanjske poveznice
- Službena stranica (šp.)